# Svartvingad majna
Svartvingad majna (Acridotheres melanopterus) är en fågel i familjen starar inom ordningen tättingar.

## Utseende och läte
Svartvingad majna är en 23 cm rätt satt stare i svart och vitt. Fjäderdräkten är helvit förutom svart på vingar och stjärt. Vitt syns även på stjärtspets, mellersta täckarna och som en handbasfläck. Adult fågel har kort vit tofs, bar gulaktig eller skäraktig hud runt ögat samt gul näbb och gula ben. Lätet består av högljudda, grova visslingar.
De olika populationerna skiljer sig åt i färgen på mantel och övergump, där nominatformen är helvit, tricolor grå på manteln men vit på övergumpen och tertius mörkt skiffergrå på rygg och grå på övergumpen.

## Utbredning och systematik
Svartvingad majna förekommer i Indonesien, i låglänta områden på Java, Bali och Lombok och delas in i tre underarter med följande utbredning:
- Acridotheres melanopterus melanopterus – västra och centrala Java samt Madura
- Acridotheres melanopterus tricolor – östra Java
- Acridotheres melanopterus tertius – Bali, Nusa Penida och Lombok

### Släktestillhörighet
Tidigare placerades den i släktet Sturnus, men flera genetiska studier visar att släktet är starkt parafyletiskt, där de flesta arterna är närmare släkt med majnorna i Acridotheres än med den europeiska staren (Sturnus vulgaris).

## Status
Internationella naturvårdsunionen IUCN kategoriserar arten som starkt hotad.